# Room Service (película de 1938)
Room Service (El hotel de los líos en España) es una película de comedia slapstick estadounidense de 1938 producida y distribuida por la RKO Pictures y protagonizada por los hermanos Marx. Está basada en la obra teatral homónima de 1937 de Allen Boretz y John Murray.

## Sinopsis
Gordon Miller, un productor de teatro de tres al cuarto, quiere montar la obra de un joven autor novel. Mientras espera que algún capitalista le caiga del cielo para iniciar los preparativos de la función, Miller se ha instalado, con los 22 miembros de su compañía, en el hotel que regenta su cuñado. Cuando ya debe una pequeña fortuna al hotel, un inspector descubre su situación y decide desalojarle. Pero Miller, con la complicidad de sus fieles Harry Binelli y el mudo Faker Englund, se las ingeniará para permanecer en el cada vez más agitado hotel y conseguir levantar el telón.

## Reparto
Groucho Marx como Gordon Miller, el productor de la obra de teatro.
Chico Marx como Harry Binelli, uno de los colaboradores de la obra.
Harpo Marx como Faker Englund, otro de lo coloboradores.
Lucille Ball como Christine Marlowe. 
Frank Albertson como Leo Davis, un capitalista que Miller le pide ayuda para la obra.
Donald McBride como Gregory Wagner, el dueño del hotel.
Philip Loeb como Timothy Hogarth, el cuñado de Miller.
Philip Wood como Simon Jenkins, otro capitalista.
Charles Halton como el Dr. Glass, el médico del hotel.